# Lucien Gasparin
Pour les articles homonymes, voir Gasparin.
Lucien Gasparin, né le 18 février 1868 à Saint-Denis (La Réunion) et mort le 8 avril 1948 dans le 8e arrondissement de Paris, est un homme politique français.

## Biographie
Fils de Charles Gasparin et de Marie-Joséphine Maillot, descendants d'esclaves affranchis, Lucien Gasparin est un homme politique français qui a été député de La Réunion de 1906 à 1946.
Entré à 21 ans sur concours dans l’administration coloniale, il part au Tonkin. En 1892, à son retour, il est admis comme élève à l'École Coloniale de Paris et s'inscrit en faculté de droit. En 1895, il obtient sa licence, quitte Paris pour La Réunion. L'année suivante, il s'installe à Tamatave sur l'île de  Madagascar où il exercera la profession d'avocat.
De retour à La Réunion, après avoir été battu par Jules Auber en 1905, il est élu député en 1906 puis maire de Saint Denis de 1912 à 1914. Populaire, il est réélu député huit fois de suite. 
Le 10 juillet 1940, il vote les pleins pouvoirs à Philippe Pétain.
Il meurt à Paris en 1948.

## Sources
« Lucien Gasparin », dans le Dictionnaire des parlementaires français (1889-1940), sous la direction de Jean Jolly, PUF, 1960 